# Stazione di Cristoglie
La stazione di Cristoglie (in sloveno Hrastovlje) è una fermata ferroviaria della linea Bresenza-Capodistria; serve l'omonimo centro abitato. In realtà questo si trova a 3 km di distanza, mentre la stazione sta accanto al paese di Dol, circondato dall'ansa a 180° della ferrovia. La stazione quindi dovrebbe in realtà chiamarsi Dol-Hravstolje.

## Storia
La stazione fu attivata nel 1967, all'apertura dell'intera linea dalle Ferrovie Jugoslave.
Dal 1991 appartiene alla rete slovena (Slovenske železnice).